# Député
Un député est le membre élu d'un parlement.
Dans un système bicaméral, un député est le plus souvent membre de la chambre basse alors que les membres de la chambre haute portent un autre titre, tel que sénateur ou lord.

## Algérie
En Algérie, les députés siègent à la chambre basse du Parlement, l'Assemblée populaire nationale, basée à Alger.

## Allemagne
En Allemagne, les membres du Bundestag sont appelés « Abgeordneter » ou, plus formellement « Mitglied des Deutschen Bundestages » (MdDB). Les membres des Landtage sont appelés « Mitglied des Landtages ».

## Australie
En Australie, les membres de la Chambre des représentants portent le titre de « Representants », ils partagent avec les Sénateurs, le titre de « Member of Parliament » ou MP. En effet contrairement à leurs homologues britanniques ou américains, les Sénateurs sont élus par les citoyens de chaque état ou territoire, ils disposent donc d'une légitimité démocratique. C'est cette particularité qui fait qu'aucune des deux chambres ne peut avoir le dernier mot (bicamérisme parfait) mais aussi qu'un Gouvernement fédéral peut être constitué de Sénateurs ou de Représentants, la question de « confiance » peut être posée par le Premier Ministre exclusivement à la chambre où il est assuré d'obtenir un vote favorable.

## Belgique
En Belgique, on utilise le mot « député » pour désigner les membres de :
- la Chambre des représentants ;
- le Parlement de Wallonie ;
- le Parlement flamand ;
- le Parlement bruxellois ;
- le Parlement de la Communauté française de Belgique ;
- le Parlement de la Communauté germanophone de Belgique ;
- la députation d'une province ;
- le Congrès national (1830-1831).

## Canada
Au Canada, en français, on parle de « député » à la fois pour les membres de la Chambre des communes et ceux des différentes législatures provinciales et territoriales.
En anglais, les députés à la Chambre des communes portent le titre de « Member of Parliament » (MP). Ceux des législatures provinciales portent le plus souvent le titre de « Member of the Legislative Assembly » (MLA) mais également « Member of Provincial Parliament » (MPP) en Ontario, « Member of the National Assembly » (MNA) au Québec ou « Member of the House of Assembly » (MHA) en Nouvelle-Écosse et à Terre-Neuve-et-Labrador;

## Colombie
Comme dans plusieurs autres États, la Colombie emploie le terme de « représentant à la Chambre » au lieu de celui de « député ».

## Espagne
En Espagne, on appelle « diputados » les élus nationaux siégeant au Congrès des députés, la chambre basse du parlement (Cortes Generales).
Les élus à la Diputación provincial, assemblée de chaque province, prennent le nom de « diputados provinciales ». Les élus des parlements autonomes sont les « Diputados autonómicos ».
Le Parlement de la Catalogne, est constitué de 100 à 150 « diputats ».

## États-Unis
Aux États-Unis, les membres de la Chambre des représentants sont souvent appelés « représentant » plutôt que « député ». En anglais, on parle de « Congressman » ou « Congresswoman », parfois de « Representative ».

## France
Dans le contexte historique français, on emploie aussi le mot député pour les assemblées suivantes ayant siégé avant 1958 :
- États généraux (Jusqu'en 1789)
- Assemblée constituante (1789-1791)
- Assemblée législative (1791-1793)
- Convention nationale (1793-1795)
- Conseil des Cinq-Cents (1795-1799)
- Corps législatif (1800-1814)
- Chambre des députés des départements (1814-1830)
- Chambre des députés (1830-1848)
- Assemblée nationale constituante (1848-1849)
- Assemblée nationale (1849-1851)
- Corps législatif (1852-1870)
- Assemblée nationale (1871-1876)
- Chambre des députés (1876-1940)
- Assemblée nationale constituante (1945-1946)
- Assemblée nationale (1946-1958)

## Inde
Les membres de la Lok Sabha (chambre basse) et ceux de la Rajya Sabha (chambre haute) sont tous appelés « Member of Parliament ».

## Irlande
Les membres du Dáil Éireann, la chambre basse du parlement irlandais, sont appelés « deputy » (député) en anglais ou, en gaélique, Teachta Dálá (délégué à l'Assemblée).

## Liban
Au Liban, les députés siègent à l'Assemblée nationale libanaise.

## Luxembourg
Au Grand-Duché de Luxembourg, les 60 membres de la Chambre des députés sont élus au scrutin proportionnel plurinominal de liste avec possibilité d'un panachage et d'un vote préférentiel. La répartition des sièges est faite selon la méthode Hagenbach-Bishoff dans quatre circonscriptions plurinominales — Sud, Centre, Nord et Est — dotées respectivement de 23, 21, 9 et 7 députés.

## Maroc
Au Maroc, les députés se réunissent une fois par semaine au sein du parlement, en arabe : البرلمان al-Barlamān, se trouvant à Rabat, la capitale.

## Pays-Bas
Aux Pays-Bas, les 150 représentants élus au scrutin proportionnel sans circonscriptions sont membres de la Seconde Chambre des États généraux pour 4 ans.

## Pologne
Les membres de la Diète polonaise (Sejm) sont généralement nommés « députés » en français. Ils ont en polonais le titre de « poseł » (au féminin « posłanka ») dont la dénomination traditionnelle en français est « nonce ».

## Suisse
Comme système fédéral, la Suisse dispose d'élus aux trois niveaux de pouvoir.
Au niveau fédéral, les élus au Conseil national (chambre basse) sont appelés conseillers nationaux et les élus au Conseil des États conseillers aux États ou sénateurs. Le terme de député n'est pas employé, à part par les services du parlement.
Au niveau cantonal, les parlements sont en général appelés Grand Conseil. Les élus à un tel parlement sont qualifiés de députés.
Au niveau communal, si la commune dispose d'un législatif élu, ses membres sont en général simplement appelés « élus ».

## Union européenne
Pour les députés élus au parlement européen, on emploie le terme de député européen ou d'« eurodéputé ».